# Malmö FF
El Malmö Fotbollförening és un club de futbol suec, de la ciutat de Malmö. El club, fundat el 24 de febrer de 1910, juga actualment a la lliga Allsvenskan.
Malmö FF, IFK Göteborg i AIK Solna són normalment considerats com els tres millors i clàssics clubs de futbol suecs amb 48 títols de campionat en total. El Mälmo FF és, a més, l'únic equip suec que ha jugat una final de la Copa d'Europa. Va ser el 1979, amb un resultat de 0-1 contra el Nottingham Forest.

## Història
El Malmö FF va ser relegat de l'Allsvenskan el 1999, sent així la primera vegada en 63 temporades que baixaven de divisió, i la segona en total. Tanmateix, el 2000, el Malmö FF va aconseguir de nou la seva plaça en l'Allsvenskan. La primera degradació va ser decidida per l'Associació Sueca de Futbol, quan el rival del Malmö FF, l'IFK Malmö, va denunciar al club per pagar als seus jugadors, cosa que estava prohibida.

## Jugadors històrics
- Bo Larsson
- Martin Dahlin
- Jonas Thern
- Stefan Schwarz
- Patrik Andersson
- Zlatan Ibrahimovic
- Jari Litmanen

## Palmarès

### Tornejos nacionals
- Campionat suec: Campió (23): 1943-44, 1948-49, 1949-50, 1950-51, 1952-53, 1965, 1967, 1970, 1971, 1974, 1975, 1977, 1986, 1988, 2004, 2010, 2013, 2014, 2016, 2017, 2020, 2021, 2023
- Allsvenskan: Campió (23): 1943-44, 1948-49, 1949-50, 1950-51, 1952-53, 1965, 1967, 1970, 1971, 1974, 1975, 1977, 1985, 1986, 1987, 1988, 1989, 2004, 2010, 2013, 2014, 2016, 2017
- Allsvenskan play-off: Campió (2): 1986, 1988
- Svenska Cupen: Campió (14): 1944, 1946, 1947, 1951, 1953, 1967, 1972-73, 1973-74, 1974-75, 1977-78, 1979-80, 1983-84, 1985-86, 1988-89

### Tornejos internacionals
- Subcampió de la Copa d'Europa: 1978-79